# Caterpillar
Caterpillar Inc. – amerykańskie przedsiębiorstwo z siedzibą w Irving, w Teksasie (w obszarze metropolitalnym Dallas). Wiodący na świecie producent maszyn budowlanych i górniczych, silników dieslowskich, przemysłowych turbin gazowych, oraz lokomotyw spalinowo-elektrycznych. Przedsiębiorstwo posiada w swojej ofercie sprzedaży około 400 różnego rodzaju typów produktów.
Do 2022 roku siedziba znajdowała się w Peorii, w stanie Illinois. Stan Illinois wciąż pozostaje największym skupiskiem pracowników firmy Caterpillar na świecie.

## Działalność
Caterpillar powstał 15 kwietnia 1925 r. z połączenia Holt Manufacturing Company ze Stockton (stan Kalifornia) i C. L. Best Gas Traction Company z San Leandro (stan Kalifornia). Połączone przedsiębiorstwo otrzymało wówczas nazwę Caterpillar Tractor Co.
Obecnie jej prezesem (CEO) jest Jim Umpleby. Przedsiębiorstwo zatrudnia 93,233 (trzeci kwartał 2006 r.) pracowników i jest notowane na giełdzie nowojorskiej (pod symbolem CAT). Caterpillar posiada swoje fabryki m.in. w Stanach Zjednoczonych, Australii, Belgii, Niemczech, Wielkiej Brytanii, Francji, Meksyku, Chinach, Włoszech, Indiach, Rosji, RPA, Kanadzie i w Polsce.
W asortymencie przedsiębiorstwa znajdują się jedne z największych na świecie ciężarówek używane w kopalniach odkrywkowych, czyli Caterpillar 797B.
Przedsiębiorstwo sprzedaje również licencje na produkcję pod markami Caterpillar bądź CAT: obuwia, odzieży, telefonów, zegarków, modeli maszyn Caterpillar, a także innych produktów.

## Kontrowersje

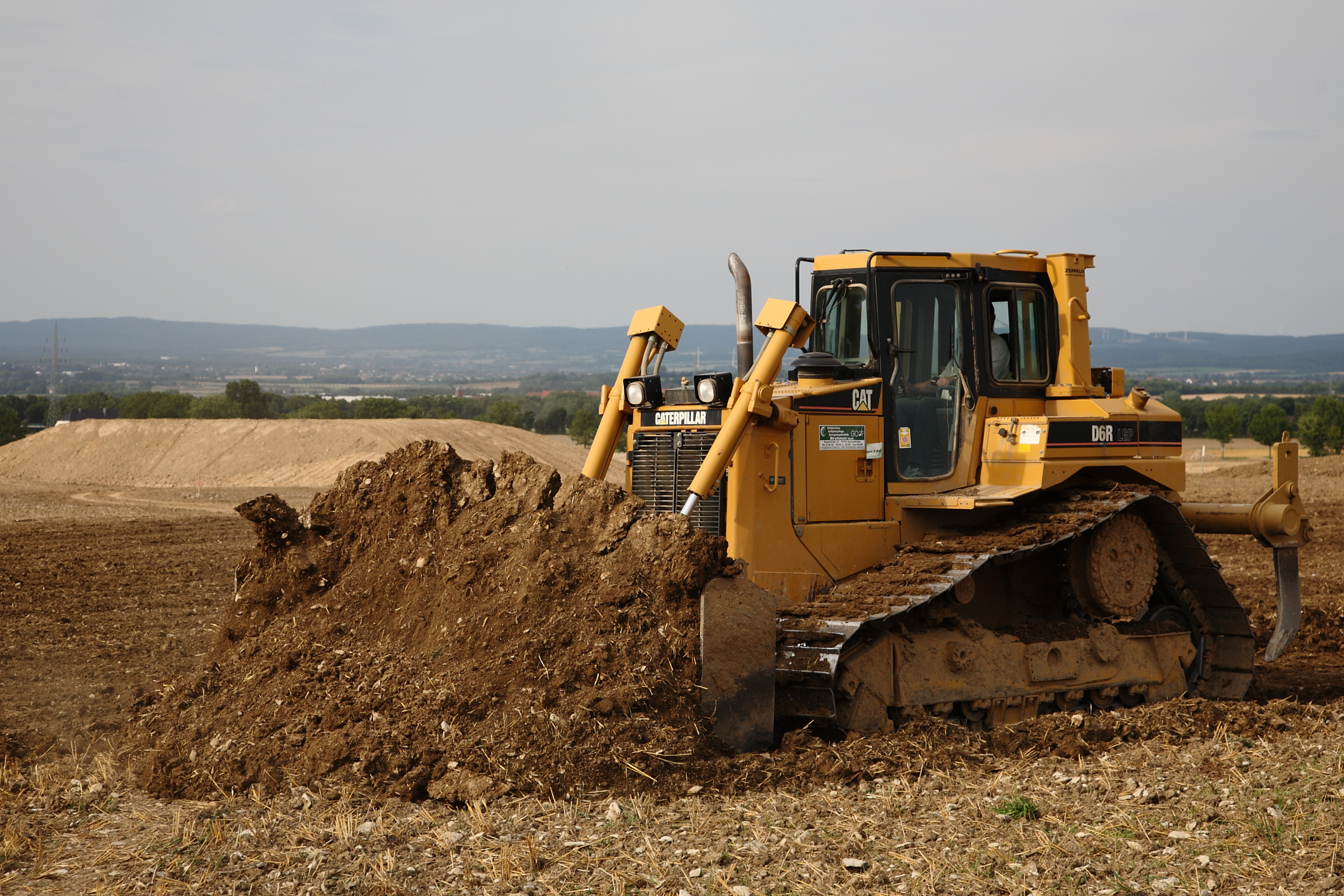
Caterpillar D6R przy pracy

Opancerzone buldożery Caterpillar (model D9R) są używane przez armię izraelską głównie w walkach miejskich na Zachodnim Brzegu i w Strefie Gazy. Takie użycie sprzętu wzbudziło liczne protesty (głos zabrała m.in. organizacja „Żydowski Głos dla Pokoju”), także Amnesty International sprzeciwia się używaniu izraelskich spychaczy do wyburzania palestyńskich osiedli. Caterpillar ma także liczne problemy z aktywistami ekologicznymi ze względu na używanie jego sprzętu do wyrębu lasów (głównie dżungla amazońska i inne lasy tropikalne). W ostatnich latach firma próbuje poprawić swój niekorzystny wizerunek w tym względzie poprzez dotacje na rzecz różnych przedsięwzięć z zakresu ochrony środowiska.